# Upazila

Upazila

Gli upazila (in bengalese: উপজেলা), o sottodistretti, costituiscono la suddivisione territoriale di terzo livello del Bangladesh, dopo le divisioni e i distretti; ad essi sono equiordinati i thana (থানা), o città-distretto, presenti in alcuni distretti.
È indicata la popolazione risultante dal censimento del 2011.

## Divisione di Barisal

### Distretto di Barguna
| Upazila       | Popolazione |
| ------------- | ----------- |
| Amtali        | 270 802     |
| Bamna         | 79 564      |
| Barguna Sadar | 261 343     |
| Betagi        | 117 145     |
| Patharghata   | 163 927     |
| Taltali       |             |

### Distretto di Barisal
| Upazila       | Popolazione |
| ------------- | ----------- |
| Agailjhara    | 149 456     |
| Babuganj      | 140 361     |
| Bakerganj     | 313 845     |
| Banaripara    | 148 188     |
| Barisal Sadar | 527 017     |
| Gaurnadi      | 188 586     |
| Hizla         | 146 077     |
| Mehendiganj   | 301 046     |
| Muladi        | 174 775     |
| Wazirpur      | 234 959     |

### Distretto di Bhola
| Upazila     | Popolazione |
| ----------- | ----------- |
| Bhola Sadar | 430 520     |
| Burhanuddin | 233 860     |
| Char Fasson | 456 437     |
| Daulatkhan  | 168 567     |
| Lalmohan    | 283 889     |
| Manpura     | 76 582      |
| Tazumuddin  | 126 940     |

### Distretto di Jhalakati
| Upazila         | Popolazione |
| --------------- | ----------- |
| Jhalakati Sadar | 216 348     |
| Kathalia        | 124 271     |
| Nalchity        | 193 556     |
| Rajapur         | 148 494     |

### Distretto di Patuakhali
| Upazila          | Popolazione |
| ---------------- | ----------- |
| Bauphal          | 304 284     |
| Dashmina         | 123 388     |
| Dumki            | 70 655      |
| Galachipa        | 361 518     |
| Kalapara         | 237 831     |
| Mirzaganj        | 121 716     |
| Patuakhali Sadar | 316 462     |
| Rangabali        |             |

### Distretto di Pirojpur
| Upazila        | Popolazione |
| -------------- | ----------- |
| Bhandaria      | 148 159     |
| Kawkhali       | 70 130      |
| Mathbaria      | 262 841     |
| Nazirpur       | 180 408     |
| Nesarabad      | 211 032     |
| Pirojpur Sadar | 163 470     |
| Zianagar       | 77 217      |

## Divisione di Chittagong

### Distretto di Bandarban
| Upazila         | Popolazione |
| --------------- | ----------- |
| Alikadam        | 49 317      |
| Bandarban Sadar | 88 282      |
| Lama            | 108 995     |
| Naikhongchhari  | 61 788      |
| Rowangchhari    | 27 264      |
| Ruma            | 29 098      |
| Thanchi         | 23 591      |

### Distretto di Brahmanbaria
| Upazila            | Popolazione |
| ------------------ | ----------- |
| Akhaura            | 145 215     |
| Ashuganj           | 180 654     |
| Bancharampur       | 298 430     |
| Bijoynagar         | 257 247     |
| Brahmanbaria Sadar | 521 994     |
| Kasba              | 319 221     |
| Nabinagar          | 493 518     |
| Nasirnagar         | 309 011     |
| Sarail             | 315 208     |

### Distretto di Chandpur
| Upazila        | Popolazione |
| -------------- | ----------- |
| Chandpur Sadar | 465 919     |
| Faridganj      | 396 683     |
| Haimchar       | 109 575     |
| Hajiganj       | 330 477     |
| Kachua         | 382 139     |
| Matlab Dakshin | 210 050     |
| Matlab Uttar   | 292 057     |
| Shahrasti      | 229 118     |

### Distretto di Chittagong
| Upazila     | Popolazione |
| ----------- | ----------- |
| Anwara      | 259 022     |
| Banshkhali  | 431 162     |
| Boalkhali   | 223 125     |
| Chandanaish | 233 017     |
| Fatikchhari | 526 003     |
| Hathazari   | 431 748     |
| Lohagara    | 279 913     |
| Mirsharai   | 398 716     |
| Patiya      | 528 120     |
| Rangunia    | 339 004     |
| Raozan      | 322 840     |
| Sandwip     | 278 605     |
| Satkania    | 384 806     |
| Sitakunda   | 387 832     |

- Sono ricompresi nel distretto 11 thana: Bakalia (262.703), Bandar (208.260), Bayejid (211.355), Chandgaon (256.411), Double Mooring (361.154), Halishahar (151.515), Khulshi (278.623), Kotwali (319.972), Pahartali (190.637), Panchlaish (219.132), Patenga (132.677).

### Distretto di Comilla
| Upazila               | Popolazione |
| --------------------- | ----------- |
| Barura                | 405 118     |
| Brahmanpara           | 204 691     |
| Burichang             | 301 825     |
| Chandina              | 350 273     |
| Chauddagram           | 443 648     |
| Comilla Sadar Dakshin | 427 391     |
| Comilla Sadar         | 532 419     |
| Daudkandi             | 349 910     |
| Debidwar              | 431 352     |
| Homna                 | 206 386     |
| Laksam                | 294 719     |
| Meghna                | 112 453     |
| Monohorgonj           | 244 943     |
| Muradnagar            | 523 556     |
| Nangalkot             | 373 987     |
| Titas                 | 184 617     |

### Distretto di Cox's Bazar
| Upazila           | Popolazione |
| ----------------- | ----------- |
| Chakaria          | 474 465     |
| Cox's Bazar Sadar | 459 082     |
| Kutubdia          | 125 279     |
| Maheshkhali       | 321 218     |
| Pekua             | 171 538     |
| Ramu              | 266 640     |
| Teknaf            | 264 389     |
| Ukhia             | 207 379     |

### Distretto di Feni
| Upazila      | Popolazione |
| ------------ | ----------- |
| Chhagalnaiya | 187 156     |
| Daganbhuiyan | 254 402     |
| Feni Sadar   | 512 646     |
| Fulgazi      | 119 558     |
| Parshuram    | 101 062     |
| Sonagazi     | 262 547     |

### Distretto di Khagrachhari
| Upazila       | Popolazione |
| ------------- | ----------- |
| Dighinala     | 103 392     |
| Guimara       |             |
| Khagrachhari  | 111 833     |
| Lakshmichhari | 25 994      |
| Mahalchhari   | 50 757      |
| Manikchhari   | 61 589      |
| Matiranga     | 126 477     |
| Panchhari     | 62 198      |
| Ramgarh       | 71 677      |

### Distretto di Lakshmipur
| Upazila          | Popolazione |
| ---------------- | ----------- |
| Kamalnagar       | 222 915     |
| Lakshmipur Sadar | 684 425     |
| Raipur           | 275 160     |
| Ramganj          | 285 686     |
| Ramgati          | 261 002     |

### Distretto di Noakhali
| Upazila        | Popolazione |
| -------------- | ----------- |
| Begumganj      | 549 308     |
| Chatkhil       | 233 253     |
| Companiganj    | 250 579     |
| Hatiya         | 452 463     |
| Kabirhat       | 196 944     |
| Noakhali Sadar | 525 934     |
| Senbagh        | 282 894     |
| Sonaimuri      | 327 194     |
| Suborno Char   | 289 514     |

### Distretto di Rangamati
| Upazila         | Popolazione |
| --------------- | ----------- |
| Bagaichhari     | 96 899      |
| Barkal          | 47 523      |
| Belaichhari     | 28 525      |
| Juraichhari     | 27 786      |
| Kaptai          | 59 693      |
| Kawkhali        | 59 578      |
| Langadu         | 81 548      |
| Naniarchar      | 43 616      |
| Rajasthali      | 26 083      |
| Rangamati Sadar | 124 728     |

## Divisione di Dacca

### Distretto di Dacca
| Upazila    | Popolazione |
| ---------- | ----------- |
| Dhamrai    | 412 418     |
| Dohar      | 226 439     |
| Keraniganj | 794 360     |
| Nawabganj  | 318 811     |
| Savar      | 1 385 910   |

- Il distretto comprende inoltre 41 thana della città di Dacca (8.906.039 abitanti).

### Distretto di Faridpur
| Upazila       | Popolazione |
| ------------- | ----------- |
| Alfadanga     | 108 302     |
| Bhanga        | 259 032     |
| Boalmari      | 256 658     |
| Charbhadrasan | 63 477      |
| Faridpur      | 469 410     |
| Madhukhali    | 204 492     |
| Nagarkanda    | 197 898     |
| Sadarpur      | 186 254     |
| Saltha        | 167 446     |

### Distretto di Gazipur
| Upazila       | Popolazione |
| ------------- | ----------- |
| Gazipur Sadar | 1 820 374   |
| Kaliakair     | 483 308     |
| Kaliganj      | 265 276     |
| Kapasia       | 342 162     |
| Sreepur       | 492 792     |

### Distretto di Gopalganj
| Upazila         | Popolazione |
| --------------- | ----------- |
| Gopalganj Sadar | 344 008     |
| Kashiani        | 207 615     |
| Kotalipara      | 230 493     |
| Muksudpur       | 289 406     |
| Tungipara       | 100 893     |

### Distretto di Kishoreganj
| Upazila           | Popolazione |
| ----------------- | ----------- |
| Austagram         | 152 523     |
| Bajitpur          | 248 730     |
| Bhairab           | 298 309     |
| Hossainpur        | 183 884     |
| Itna              | 164 127     |
| Karimganj         | 287 807     |
| Katiadi           | 314 529     |
| Kishoreganj Sadar | 414 208     |
| Kuliarchar        | 182 236     |
| Mithamain         | 122 026     |
| Nikli             | 133 729     |
| Pakundia          | 250 060     |
| Tarail            | 159 739     |

### Distretto di Madaripur
| Upazila         | Popolazione |
| --------------- | ----------- |
| Kalkini         | 273 258     |
| Madaripur Sadar | 345 764     |
| Rajoir          | 228 710     |
| Shibchar        | 318 220     |

### Distretto di Manikganj
| Upazila         | Popolazione |
| --------------- | ----------- |
| Daulatpur       | 167 026     |
| Ghior           | 146 292     |
| Harirampur      | 139 318     |
| Manikganj Sadar | 309 413     |
| Saturia         | 171 494     |
| Shivalaya       | 171 873     |
| Singair         | 287 451     |

### Distretto di Munshiganj
| Upazila          | Popolazione |
| ---------------- | ----------- |
| Gazaria          | 157 988     |
| Lohajang         | 159 242     |
| Munshiganj Sadar | 383 263     |
| Sirajdikhan      | 288 107     |
| Sreenagar        | 259 887     |
| Tongibari        | 197 173     |

### Distretto di Narayanganj
| Upazila           | Popolazione |
| ----------------- | ----------- |
| Araihazar         | 376 550     |
| Bandar            | 312 841     |
| Narayanganj Sadar | 1 323 600   |
| Rupganj           | 534 868     |
| Sonargaon         | 400 358     |

### Distretto di Narsingdi
| Upazila         | Popolazione |
| --------------- | ----------- |
| Belabo          | 190 086     |
| Monohardi       | 275 112     |
| Narsingdi Sadar | 707 525     |
| Palash          | 212 612     |
| Raipura         | 535 796     |
| Shibpur         | 303 813     |

### Distretto di Rajbari
| Upazila       | Popolazione |
| ------------- | ----------- |
| Baliakandi    | 207 086     |
| Goalandaghat  | 112 732     |
| Kalukhali     | 155 044     |
| Pangsha       | 243 285     |
| Rajbari Sadar | 331 631     |

### Distretto di Shariatpur
| Upazila          | Popolazione |
| ---------------- | ----------- |
| Bhedarganj       | 253 234     |
| Damudya          | 109 003     |
| Gosairhat        | 157 665     |
| Naria            | 231 644     |
| Shariatpur Sadar | 210 259     |
| Zajira           | 194 019     |

### Distretto di Tangail
| Upazila       | Popolazione |
| ------------- | ----------- |
| Basail        | 159 870     |
| Bhuapur       | 189 913     |
| Delduar       | 207 278     |
| Dhanbari      | 176 068     |
| Ghatail       | 417 939     |
| Gopalpur      | 252 331     |
| Kalihati      | 410 293     |
| Madhupur      | 296 729     |
| Mirzapur      | 407 781     |
| Nagarpur      | 288 092     |
| Sakhipur      | 277 685     |
| Tangail Sadar | 521 104     |

## Divisione di Khulna

### Distretto di Bagerhat
| Upazila        | Popolazione |
| -------------- | ----------- |
| Bagerhat Sadar | 266 389     |
| Chitalmari     | 138 810     |
| Fakirhat       | 137 789     |
| Kachua         | 97 011      |
| Mollahat       | 130 878     |
| Mongla         | 136 588     |
| Morrelganj     | 294 576     |
| Rampal         | 154 965     |
| Sarankhola     | 119 084     |

### Distretto di Chuadanga
| Upazila         | Popolazione |
| --------------- | ----------- |
| Alamdanga       | 345 922     |
| Chuadanga Sadar | 313 935     |
| Damurhuda       | 289 577     |
| Jiban Nagar     | 179 581     |

### Distretto di Jessore
| Upazila       | Popolazione |
| ------------- | ----------- |
| Abhaynagar    | 262 434     |
| Bagherpara    | 216 897     |
| Chaugachha    | 231 370     |
| Jessore Sadar | 742 898     |
| Jhikargachha  | 298 908     |
| Keshabpur     | 253 291     |
| Manirampur    | 417 421     |
| Sharsha       | 341 328     |

### Distretto di Jhenaidah
| Upazila         | Popolazione |
| --------------- | ----------- |
| Harinakunda     | 197 723     |
| Jhenaidah Sadar | 455 932     |
| Kaliganj        | 282 366     |
| Kotchandpur     | 141 121     |
| Maheshpur       | 332 514     |
| Shailkupa       | 361 648     |

### Distretto di Khulna
| Upazila    | Popolazione |
| ---------- | ----------- |
| Batiaghata | 171 691     |
| Dacope     | 152 316     |
| Dighalia   | 115 585     |
| Dumuria    | 305 675     |
| Koyra      | 193 931     |
| Paikgachha | 247 983     |
| Phultala   | 83 881      |
| Rupsa      | 179 519     |
| Terokhada  | 116 709     |

- Sono ricompresi nel distretto 5 thana: Daulatpur (112.442), Khalishpur (165.299), Khan Jahan Ali (81.313), Khulna Sadar (224.444) e Sonadanga (167.739).

### Distretto di Kushtia
| Upazila       | Popolazione |
| ------------- | ----------- |
| Bheramara     | 200 084     |
| Daulatpur     | 456 372     |
| Khoksa        | 129 555     |
| Kumarkhali    | 328 457     |
| Kushtia Sadar | 502 255     |
| Mirpur        | 330 115     |

### Distretto di Magura
| Upazila      | Popolazione |
| ------------ | ----------- |
| Magura Sadar | 380 107     |
| Mohammadpur  | 207 905     |
| Shalikha     | 163 658     |
| Sreepur      | 166 749     |

### Distretto di Meherpur
| Upazila        | Popolazione |
| -------------- | ----------- |
| Gangni         | 299 607     |
| Meherpur Sadar | 256 642     |
| Mujibnagar     | 99 143      |

### Distretto di Narail
| Upazila      | Popolazione |
| ------------ | ----------- |
| Kalia        | 220 202     |
| Lohagara     | 228 594     |
| Narail Sadar | 272 872     |

### Distretto di Satkhira
| Upazila        | Popolazione |
| -------------- | ----------- |
| Assasuni       | 268 754     |
| Debhata        | 125 358     |
| Kalaroa        | 237 992     |
| Kaliganj       | 274 889     |
| Satkhira Sadar | 460 892     |
| Shyamnagar     | 318 254     |
| Tala           | 299 820     |

## Divisione di Mymensingh

### Distretto di Jamalpur
| Upazila        | Popolazione |
| -------------- | ----------- |
| Baksiganj      | 218 930     |
| Dewanganj      | 258 133     |
| Islampur       | 298 429     |
| Jamalpur Sadar | 615 072     |
| Madarganj      | 263 608     |
| Melandaha      | 313 182     |
| Sarishabari    | 325 320     |

### Distretto di Mymensingh
| Upazila          | Popolazione |
| ---------------- | ----------- |
| Bhaluka          | 430 320     |
| Dhobaura         | 196 284     |
| Fulbaria         | 448 467     |
| Gaffargaon       | 430 746     |
| Gauripur         | 323 057     |
| Haluaghat        | 290 043     |
| Ishwarganj       | 376 348     |
| Muktagachha      | 415 473     |
| Mymensingh Sadar | 775 733     |
| Nandail          | 402 727     |
| Phulpur          | 601 766     |
| Trishal          | 419 308     |

### Distretto di Netrokona
| Upazila         | Popolazione |
| --------------- | ----------- |
| Atpara          | 144 624     |
| Barhatta        | 180 449     |
| Durgapur        | 224 873     |
| Kalmakanda      | 271 912     |
| Kendua          | 304 729     |
| Khaliajuri      | 97 450      |
| Madan           | 154 479     |
| Mohanganj       | 167 507     |
| Netrokona Sadar | 372 785     |
| Purbadhala      | 310 834     |

### Distretto di Sherpur
| Upazila       | Popolazione |
| ------------- | ----------- |
| Jhenaigati    | 160 452     |
| Nakla         | 189 685     |
| Nalitabari    | 251 361     |
| Sherpur Sadar | 497 179     |
| Sreebardi     | 259 648     |

## Divisione di Rajshahi

### Distretto di Bogra
| Upazila      | Popolazione |
| ------------ | ----------- |
| Adamdighi    | 195 186     |
| Bogra Sadar  | 555 014     |
| Dhunat       | 292 404     |
| Dhupchanchia | 176 678     |
| Gabtali      | 319 588     |
| Kahaloo      | 222 376     |
| Nandigram    | 180 802     |
| Sariakandi   | 270 719     |
| Shajahanpur  | 289 804     |
| Sherpur      | 332 825     |
| Shibganj     | 378 700     |
| Sonatala     | 186 778     |

### Distretto di Joypurhat
| Upazila         | Popolazione |
| --------------- | ----------- |
| Akkelpur        | 137 619     |
| Joypurhat Sadar | 289 058     |
| Kalai           | 143 197     |
| Khetlal         | 108 326     |
| Panchbibi       | 235 568     |

### Distretto di Naogaon
| Upazila       | Popolazione |
| ------------- | ----------- |
| Atrai         | 193 256     |
| Badalgachhi   | 201 342     |
| Dhamoirhat    | 184 778     |
| Manda         | 363 858     |
| Mohadevpur    | 292 859     |
| Naogaon Sadar | 405 148     |
| Niamatpur     | 248 351     |
| Patnitala     | 231 900     |
| Porsha        | 132 095     |
| Raninagar     | 184 778     |
| Sapahar       | 161 792     |

### Distretto di Natore
| Upazila      | Popolazione |
| ------------ | ----------- |
| Bagatipara   | 131 004     |
| Baraigram    | 279 672     |
| Gurudaspur   | 214 788     |
| Lalpur       | 274 405     |
| Naldanga     |             |
| Natore Sadar | 442 422     |
| Singra       | 364 382     |

### Distretto di Chapai Nawabganj
| Upazila                | Popolazione |
| ---------------------- | ----------- |
| Bholahat               | 103 301     |
| Chapai Nawabganj Sadar | 530 592     |
| Gomastapur             | 275 823     |
| Nachole                | 146 627     |
| Shibganj               | 591 178     |

### Distretto di Pabna
| Upazila     | Popolazione |
| ----------- | ----------- |
| Atgharia    | 157 254     |
| Bera        | 256 793     |
| Bhangura    | 124 433     |
| Chatmohar   | 291 121     |
| Faridpur    | 130 335     |
| Ishwardi    | 313 932     |
| Pabna Sadar | 590 914     |
| Santhia     | 380 301     |
| Sujanagar   | 278 096     |

### Distretto di Rajshahi
| Upazila  | Popolazione |
| -------- | ----------- |
| Bagha    | 184 183     |
| Bagmara  | 354 664     |
| Charghat | 206 788     |
| Durgapur | 185 845     |
| Godagari | 330 924     |
| Mohanpur | 170 021     |
| Paba     | 314 196     |
| Puthia   | 207 490     |
| Tanore   | 191 330     |

- Sono ricompresi nel distretto 4 thana: Boalia (221.163), Matihar (62.172), Rajpara (137.318) e Shah Makdam (29.103).

### Distretto di Sirajganj
| Upazila         | Popolazione |
| --------------- | ----------- |
| Belkuchi        | 352 835     |
| Chauhali        | 160 063     |
| Kamarkhanda     | 138 645     |
| Kazipur         | 274 679     |
| Royganj         | 317 666     |
| Shahjadpur      | 561 076     |
| Sirajganj Sadar | 555 155     |
| Tarash          | 197 214     |
| Ullahpara       | 540 156     |

## Divisione di Rangpur

### Distretto di Dinajpur
| Upazila        | Popolazione |
| -------------- | ----------- |
| Biral          | 257 925     |
| Birampur       | 170 806     |
| Birganj        | 317 253     |
| Bochaganj      | 160 049     |
| Chirirbandar   | 292 500     |
| Dinajpur Sadar | 484 597     |
| Ghoraghat      | 117 740     |
| Hakimpur       | 92 599      |
| Kaharole       | 154 432     |
| Khansama       | 171 764     |
| Nawabganj      | 229 337     |
| Parbatipur     | 365 103     |
| Phulbari       | 176 023     |

### Distretto di Gaibandha
| Upazila         | Popolazione |
| --------------- | ----------- |
| Fulchhari       | 165 334     |
| Gaibandha Sadar | 437 268     |
| Gobindaganj     | 514 696     |
| Palashbari      | 244 792     |
| Sadullapur      | 287 426     |
| Saghata         | 267 819     |
| Sundarganj      | 461 920     |

### Distretto di Kurigram
| Upazila        | Popolazione |
| -------------- | ----------- |
| Bhurungamari   | 231 538     |
| Char Rajibpur  | 73 373      |
| Chilmari       | 122 841     |
| Kurigram Sadar | 312 408     |
| Nageshwari     | 394 258     |
| Phulbari       | 160 250     |
| Rajarhat       | 182 981     |
| Raomari        | 196 417     |
| Ulipur         | 395 207     |

### Distretto di Lalmonirhat
| Upazila           | Popolazione |
| ----------------- | ----------- |
| Aditmari          | 224 796     |
| Hatibandha        | 233 927     |
| Kaliganj          | 245 595     |
| Lalmonirhat Sadar | 333 166     |
| Patgram           | 218 615     |

### Distretto di Nilphamari
| Upazila          | Popolazione |
| ---------------- | ----------- |
| Dimla            | 283 438     |
| Domar            | 249 429     |
| Jaldhaka         | 340 672     |
| Kishoreganj      | 261 069     |
| Nilphamari Sadar | 435 162     |
| Saidpur          | 264 461     |

### Distretto di Panchagarh
| Upazila          | Popolazione |
| ---------------- | ----------- |
| Atwari           | 133 650     |
| Boda             | 232 124     |
| Debiganj         | 224 709     |
| Panchagarh Sadar | 271 707     |
| Tetulia          | 125 454     |

### Distretto di Rangpur
| Upazila       | Popolazione |
| ------------- | ----------- |
| Badarganj     | 287 746     |
| Gangachara    | 297 869     |
| Kaunia        | 227 805     |
| Mithapukur    | 508 133     |
| Pirgachha     | 313 319     |
| Pirganj       | 385 499     |
| Rangpur Sadar | 718 203     |
| Taraganj      | 142 512     |

### Distretto di Thakurgaon
| Upazila          | Popolazione |
| ---------------- | ----------- |
| Baliadangi       | 195 049     |
| Haripur          | 147 947     |
| Pirganj          | 243 535     |
| Ranisankail      | 222 284     |
| Ruhia            |             |
| Thakurgaon Sadar | 581 227     |

## Divisione di Sylhet

### Distretto di Habiganj
| Upazila        | Popolazione |
| -------------- | ----------- |
| Ajmiriganj     | 114 265     |
| Bahubal        | 197 997     |
| Baniachong     | 332 530     |
| Chunarughat    | 302 110     |
| Habiganj Sadar | 329 093     |
| Lakhai         | 148 811     |
| Madhabpur      | 319 016     |
| Nabiganj       | 345 179     |
| Shaistagonj    |             |

### Distretto di Maulvibazar
| Upazila           | Popolazione |
| ----------------- | ----------- |
| Barlekha          | 257 620     |
| Juri              | 148 958     |
| Kamalganj         | 259 130     |
| Kulaura           | 360 195     |
| Maulvibazar Sadar | 342 468     |
| Rajnagar          | 232 666     |
| Sreemangal        | 318 025     |

### Distretto di Sunamganj
| Upazila           | Popolazione |
| ----------------- | ----------- |
| Bishwamvarpur     | 156 381     |
| Chhatak           | 397 642     |
| Dakshin Sunamganj | 183 881     |
| Derai             | 243 690     |
| Dharamapasha      | 223 202     |
| Dowarabazar       | 228 460     |
| Jagannathpur      | 259 490     |
| Jamalganj         | 167 260     |
| Sullah            | 113 743     |
| Sunamganj Sadar   | 279 019     |
| Tahirpur          | 215 200     |

### Distretto di Sylhet
| Upazila       | Popolazione |
| ------------- | ----------- |
| Balaganj      | 320 227     |
| Beanibazar    | 253 616     |
| Bishwanath    | 232 573     |
| Companiganj   | 174 029     |
| Dakshin Surma | 253 388     |
| Fenchuganj    | 104 741     |
| Golapganj     | 316 149     |
| Gowainghat    | 287 512     |
| Jaintiapur    | 161 744     |
| Kanaighat     | 263 969     |
| Osmani Nagar  |             |
| Sylhet Sadar  | 829 103     |
| Zakiganj      | 237 137     |